# Axel Harnack
Pour les articles homonymes, voir Harnack.
Ne doit pas être confondu avec Axel von Harnack.
Carl Gustav Axel von Harnack ou plus simplement Axel Harnack, né le 7 mai 1851 à Dorpat (Gouvernement de Livonie) et mort le 3 avril 1888 à Dresde (royaume de Saxe), est un mathématicien germano-balte.

## Famille
Il est le frère jumeau de Carl Gustav Adolf von Harnack et fils de Theodosius Harnack, tous deux théologiens. Ses frères cadets Erich (de) et Otto (de) se sont également distingués, respectivement en tant que pharmacologue et critique littéraire.

## Biographie
Après avoir suivi ses études et présenté une thèse à Dorpat, il se rend en 1873 à Erlangen, pour étudier auprès de Felix Klein. Sa thèse de doctorat (1875) est intitulée Ueber die Verwerthung der elliptischen Funktionen für die Geometrie der Curven dritter Ordnung.
En 1877, il se marie puis s'installe à Dresde, où il conduit des recherches sur les séries de Fourier, la théorie des ensembles et enseigne l'analyse.
On a donné son nom aux inégalités de Harnack et au principe de Harnack.